# Säynäjäjärvi (sjö i Norra Österbotten, lat 65,57, long 25,33)
Säynäjäjärvi är en sjö i Finland. Den ligger i kommunen Ijo i landskapet Norra Österbotten, i den centrala delen av landet, 600 km norr om huvudstaden Helsingfors. Säynäjäjärvi ligger 46,4 meter över havet. Arean är 17 hektar och strandlinjen är 2,68 kilometer lång. Sjön  ingår i Bottenvikens kustområde. 